# 全力!Pump UP!!/このメロディを君と
「全力!Pump UP!!/このメロディを君と」（ぜんりょく!パンプアップ!!/このメロディをきみと）は、日本の女性アイドルグループ『アップアップガールズ（仮）』の両A面CDシングルである。2014年7月1日にタワーレコードのアイドル専門インディーズレーベル「T-Palette Records」より発売された。収録曲はクラブミュージック系楽曲の「全力!Pump UP!!」と、グループの未来の目標を描いた「このメロディを君と」の2曲である。

## 音楽性と歌詞
「全力!Pump UP!!」は、クラブミュージック系の楽曲で、ジャンルとしてはEDM。歌詞は「アンセム感を出す」ためにシンプルなものとなっている。曲名の「Pump UP」は「鍛え上げる」という意味であり、振り付けはアップアップガールズ（仮）が普段から行っているフィジカルトレーニングを取り入れたものとなっている。また、イントロの三味線は匹田大智の演奏によるものである。土屋恵介はEDMと三味線（和）という二つの要素が取り入れられていることについて「アヴィーチー「Wake Me Up」のカントリー・ミーツ・EDMの日本からの回答だ(!?)」としている。
「このメロディを君と」は、ファンに向けてのメッセージ性が強い楽曲で、アップアップガールズ（仮）の未来の目標が描かれている。振り付けはフォークダンスをテーマとしたもので、メンバー同士が一体となってする振りが多い。土屋恵介は曲調について「メロディアスなポップ・チューン」としている。

## リリース、ミュージック・ビデオ
2014年5月18日、アップアップガールズ（仮）はAKIBAカルチャーズ劇場にて行われたイベント「定期公演第65回 中野サンプラザ超決戦 ビフォア公演 vol.1」において、7月1日にアップアップガールズ（仮）の両A面CDシングル「全力!Pump UP!!/このメロディを君と」をリリースすることを発表した。同日、タワーレコードもリリースを発表した。当CDは、T-Palette Records所属後11枚目のシングルとなる。
6月22日、「全力!Pump UP!!」「このメロディを君と」両曲の先行配信が開始された。7月1日には発売日を迎えた。
「全力!Pump UP!!」「このメロディを君と」両曲のミュージック・ビデオはアップフロントワークスのYouTubeオリジナル音楽番組『MUSIC+』#8において6月27日に公開された。その後、7月1日にはアップフロントビデオ。、レコチョクにて配信が開始された。

## パフォーマンス、プロモーション
5月18日、アップアップガールズ（仮）はAKIBAカルチャーズ劇場にて行われたイベント「定期公演第65回 中野サンプラザ超決戦 ビフォア公演 vol.1」において「このメロディを君と」を初披露した。5月31日にはZepp DiverCity TOKYOにて行われた「@JAM 2014」に出演し「全力!Pump UP!!」を初披露した。
7月1日から7月5日にかけては、当シングルの発売イベントが行われた。7月1日はマルイシティ渋谷1F店頭プラザで行われ、8月11日より『アップアップガールズ（仮）2014 Summer Live Tour Hot! Hot! Hot!』が開催されることを発表した。アップアップガールズ（仮）は2014年の夏に30本以上のライブを行うことになるという。7月2日はタワーレコード渋谷店B1F CUTUP STUDIOにて行われ、すでに行われることが発表されていた富士山山頂でのライブの詳細が発表された。

## 規格と収録トラック
| #  | タイトル                             | 作詞・作曲 | 編曲      | 時間 |
| -- | ------------------------------------ | ---------- | --------- | ---- |
| 1. | 「全力!Pump UP!!」                   | michitomo  | michitomo | 4:21 |
| 2. | 「このメロディを君と」               | fu_mou     | fu_mou    | 4:32 |
| 3. | 「全力!Pump UP!!(Instrumental)」     |            |           | 4:21 |
| 4. | 「このメロディを君と(Instrumental)」 |            |           | 4:28 |

## リリース日一覧
| 地域 | リリース日    | レーベル          | 規格                   | カタログ番号 |
| ---- | ------------- | ----------------- | ---------------------- | ------------ |
| 日本 | 2014年6月22日 | T-Palette Records | デジタル・ダウンロード | -            |
| 日本 | 2014年7月1日  | T-Palette Records | マキシシングル         | TPRC-0091    |